# 그을음

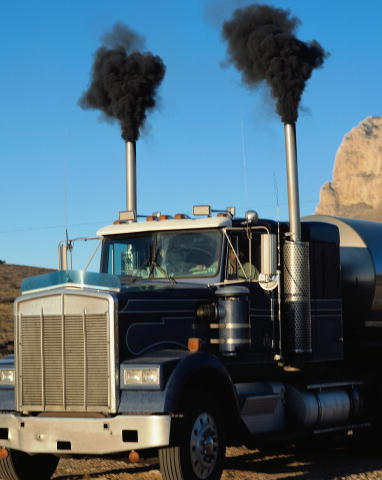
디젤 미립자 필터가 없는 대형 디젤 엔진 트럭의 배기가스에서 나오는 그을음 배출

그을음(Soot)은 탄화수소의 불완전 연소로 인해 발생하는 불순한 탄소질 입자의 집합이다. 그을음은 발암물질 특성을 가진 유해 물질로 간주된다. 가장 광범위하게는 블랙카본, 잔류 열분해 연료 입자(예: 석탄, 세노스피어, 숯불에 구운 나무, 석유코크스)를 포함하여 이 과정으로 생성된 모든 대기오염 물질을 포함하며, 이는 코크스 또는 숯으로 분류된다. 여기에는 여러 고리 방향족 탄화수소와 수은과 같은 중금속이 포함될 수 있다.
그을음은 다양한 종류의 암과 폐 질환을 유발한다.

## 용어

### 정의
과학자들 사이에서 그을음에 대한 정확한 정의는 분야에 따라 다르다. 예를 들어, 대기 과학자는 독물학자와 다른 정의를 사용할 수 있다. 그을음의 정의는 시간이 지남에 따라, 그리고 같은 분야의 과학자들 사이에서도 논문에 따라 달라질 수 있다. 이러한 정의들의 공통적인 특징은 그을음이 탄화수소나 나무와 같은 유기 연료의 불완전 연소로 인해 생성된 탄소 기반 입자로 주로 구성되어 있다는 것이다. 일부는 그을음이 연소뿐만 아니라 다른 고온 과정에서도 형성될 수 있다고 지적한다. 그을음은 처음 생성될 때 일반적으로 연무질 형태를 띤다. 공기 중에 떠 있는 동안 일부가 분해될 수 있지만, 결국 표면에 가라앉는 경향이 있다. 일부 정의에서는 그을음을 순수하게 탄소질 입자로 정의하지만, 다른 정의에서는 유기물이나 화석 연료의 부분 연소로 인해 생성된 입자 전체를 포함하는 것으로 정의하므로 황과 같은 비탄소 원소 및 미량 금속까지 포함할 수 있다. 많은 정의에서 그을음은 검은색으로 간주되지만, 일부 정의에서는 부분적으로 또는 심지어 주로 갈색 탄소로 구성될 수 있으므로 중간 또는 심지어 밝은 회색일 수도 있다.

### 관련 용어
"그을음", "카본 블랙", "블랙카본"과 같은 용어는 과학 문헌에서도 종종 같은 의미로 사용되지만, 다른 과학자들은 이것이 부정확하며 화학적, 물리적으로 다른 것을 지칭한다고 주장한다.
카본 블랙은 19세기부터 진행되어 온 분말 형태의 탄소 물질 산업 생산을 지칭하는 용어이다. 카본 블랙은 거의 전적으로 원소 탄소로 구성되어 있다. 카본 블랙은 일반적인 그을음에서는 발견되지 않으며, 주로 특수한 오일 노에서 의도적으로 제조되는 특수 그을음에서만 발견된다.
블랙카본은 20세기 후반 대기 과학자들 사이에서 등장한 용어로, 상당한 복사 강제력 효과를 가지는 강하게 빛을 흡수하는 탄소 입자를 설명하는 데 사용되며, 단기 지구 온난화에 CO2 다음으로 기여하는 요인이다. 이 용어는 때때로 그을음과 동의어로 사용되지만, 현재는 대기 과학에서 선호되어 사용되며, 일부는 '빛 흡수 탄소'와 같은 더 정확한 용어를 선호한다. 카본 블랙과 달리 블랙카본은 의도치 않게 생성된다. 블랙카본의 화학 조성은 훨씬 다양하며, 일반적으로 카본 블랙에 비해 원소 탄소의 비율이 훨씬 낮다. 일부 정의에서는 블랙카본에 숯도 포함되는데, 이는 그을음과 같이 연무질 형태를 띠기에는 덩어리가 너무 큰 물질이다.

## 발생원
환경에서 대기 오염 물질로서 그을음은 여러 다른 발생원을 가지고 있으며, 이들은 모두 어떤 형태의 열분해 결과이다. 여기에는 석탄 연소, 내연기관, 발전소 보일러, 목재 연료 보일러, 선박 보일러, 중앙 난방 보일러, 폐기물 소각, 지역 들판 태우기, 주택 화재, 산불, 벽난로, 난로에서 나오는 그을음이 포함된다. 이러한 외부 발생원들은 또한 식물 물질 흡연, 요리, 호롱, 양초, 쌓인 먼지가 있는 쿼츠/할로겐 전구, 벽난로, 차량 배기가스 배출 및 결함 있는 난로와 같은 실내 환경 발생원에도 기여한다. 매우 낮은 농도의 그을음은 표면을 어둡게 하거나 환기 시스템 등에서 발생하는 입자 덩어리를 검게 만들 수 있다. 그을음은 "고스팅"의 주요 원인으로, 벽과 천장 또는 벽과 바닥이 만나는 곳의 변색이다. 이는 일반적으로 전기난로 장치 위쪽 벽의 변색 원인이다.
그을음의 형성 및 특성은 연료 조성에 강하게 의존하지만, 화염 온도에 의해서도 영향을 받을 수 있다. 연료 조성에 관해서는 연료 성분의 그을음 발생 경향 순서는 다음과 같다: 나프탈렌 → 벤젠 → 지방족 탄화수소. 그러나 지방족 탄화수소(알칸, 알켄, 알카인)의 그을음 발생 경향 순서는 화염 종류에 따라 크게 달라진다. 지방족 탄화수소와 방향족 탄화수소의 그을음 발생 경향의 차이는 주로 형성 경로의 차이에서 기인하는 것으로 생각된다. 지방족 탄화수소는 먼저 아세틸렌과 폴리아세틸렌을 형성하는 것으로 보이며, 이는 느린 과정이다. 방향족 탄화수소는 이 경로와 기존 방향족 구조를 기반으로 하는 고리 응축 또는 중합 반응을 포함하는 더 직접적인 경로를 통해 모두 그을음을 형성할 수 있다.

## 설명
기후변화에 관한 정부간 협의체 (IPCC)는 Charlson과 Heintzenberg (1995)의 용어집에 제시된 그을음 입자에 대한 설명을 채택했다. "유기 증기의 화염 바깥 가장자리에서 기체가 급냉될 때 형성되는 입자로, 주로 탄소로 구성되어 있으며, 카르복실 및 페놀 그룹 형태로 존재하는 산소와 수소의 양이 적고 불완전한 흑연 구조를 나타낸다."
그을음 형성은 복잡한 과정으로, 수많은 분자들이 수 밀리초 안에 여러 화학적 및 물리적 반응을 거치는 물질의 진화이다. 그을음은 항상 흑연 및 다이아몬드 나노입자를 포함하며, 이는 보석 같은 그을음으로 알려진 현상이다. 그을음은 분말 형태의 비정질 탄소이다. 기상 그을음은 여러 고리 방향족 탄화수소(PAHs)를 포함한다. 그을음의 PAHs는 알려진 돌연변이원이며, 국제 암 연구 기관(IARC)에 의해 "알려진 인간 발암물질"로 분류된다. 그을음은 불완전 연소 과정에서 아세틸렌과 같은 전구체 분자로부터 형성된다. 직경이 6에서 30 nm 사이인 응집된 나노입자로 구성된다. 그을음 입자는 금속 산화물 및 미네랄과 혼합될 수 있으며 황산으로 코팅될 수 있다.

## 그을음 형성 메커니즘
그을음 형성 화학의 많은 세부 사항은 아직 밝혀지지 않았고 논란의 여지가 있지만, 몇 가지 합의된 사항이 있다.
- 그을음은 일부 전구체 또는 구성 요소로 시작된다.
- 입자를 형성하기 위해 무거운 분자의 핵 생성이 일어난다.
- 가스상 분자의 흡착을 통해 입자의 표면 성장이 진행된다.
- 반응성 입자 간 충돌을 통해 혈액응고가 일어난다.
- 분자와 그을음 입자의 산화는 그을음 형성을 감소시킨다.

## 위험성
그을음, 특히 디젤 배기가스 오염은 대기 중 총 유해 오염 물질의 4분의 1 이상을 차지한다.
이러한 디젤 연료 배출 성분 중 미립자 물질은 호흡기에 대한 직접적이고 광범위한 영향으로 인해 인간 건강에 심각한 우려를 제기해 왔다. 이전에는 건강 전문가들이 PM10 (직경 < 10 μm)을 만성 폐 질환, 폐암, 인플루엔자, 천식 및 사망률 증가와 관련시켰다. 그러나 최근 과학 연구는 이러한 상관관계가 미세 입자 (PM2.5) 및 초미세 입자 (PM0.1)와 더 밀접하게 관련되어 있음을 시사한다.
그을음을 포함하는 도시 대기 오염에 장기간 노출되면 관상동맥질환 위험이 증가한다.
배출가스(디젤)는 연소 유래 미립자 물질 대기 오염의 주요 원인이다. 노출 챔버를 이용한 인간 실험 연구에서 디젤 배출가스는 급성 혈관 기능 장애 및 혈전 형성 증가와 관련이 있는 것으로 나타났다. 이는 이전에 설명된 미립자 물질 대기 오염과 심혈관 질환 발병률 및 사망률 증가 사이의 관련성을 설명하는 그럴듯한 기계적 연결 고리 역할을 한다.
그을음은 또한 하나 이상의 벽난로를 가진 가정집의 굴뚝에도 쌓이는 경향이 있다. 굴뚝에 많은 양이 쌓이면 불이 붙어 굴뚝 화재를 일으킬 수 있다. 굴뚝 청소부의 정기적인 청소를 통해 이 문제를 해결할 수 있다.

## 그을음 모델링
그을음 메커니즘은 디젤 연료의 기본 구성 요소가 많고, 복잡한 연소 메커니즘, 그리고 그을음 형성 중 이종 상호 작용으로 인해 수학적으로 모델링하기 어렵다. 그을음 모델은 크게 세 가지 하위 그룹으로 분류된다: 경험적(실험적 그을음 프로파일에 맞게 조정된 방정식), 반경험적(입자 수 밀도와 그을음 부피 및 질량 분율에 사용되는 결합된 수학적 방정식 및 일부 경험적 모델), 상세 이론적 메커니즘(모든 상에서의 상세한 화학 동역학 및 물리 모델을 포함).
첫째, 경험적 모델은 실험 데이터의 상관관계를 사용하여 그을음 생성 추세를 예측한다. 경험적 모델은 구현하기 쉽고 주어진 작동 조건 집합에 대해 우수한 상관관계를 제공한다. 그러나 경험적 모델은 그을음 생성의 기본 메커니즘을 조사하는 데 사용할 수 없다. 따라서 이러한 모델은 작동 조건 변화에 유연하게 대처할 수 없다. 특정 조건에서 이전에 확립된 설계 실험을 테스트하는 데만 유용하다.
둘째, 반경험적 모델은 실험 데이터를 사용하여 보정된 속도 방정식을 푼다. 반경험적 모델은 주로 그을음 형성 및 산화의 화학을 단순화하여 계산 비용을 절감한다. 반경험적 모델은 화학 메커니즘의 크기를 줄이고 아세틸렌과 같은 간단한 분자를 전구체로 사용한다.
상세 이론 모델은 수백 개의 화학 반응을 포함하는 광범위한 화학 메커니즘을 사용하여 그을음의 농도를 예측한다. 상세 이론 그을음 모델은 높은 수준의 상세한 화학 및 물리적 과정을 포함하는 그을음 형성 과정에 존재하는 모든 구성 요소를 포함한다.
마지막으로, 포괄적인 모델(상세 모델)은 일반적으로 경험적 또는 반경험적 모델보다 훨씬 복잡하기 때문에 비용이 많이 들고 계산 속도가 느리다. 최근 계산 기술의 발전 덕분에 상세 이론 모델을 사용하고 더 현실적인 결과를 얻는 것이 더 실현 가능해졌다. 그러나 포괄적인 이론 모델의 추가 발전은 형성 메커니즘 모델링의 정확성에 의해 제한된다.
또한, 현상학적 모델은 최근 널리 사용되고 있다. 현상학적 그을음 모델은 반경험적 모델로 분류될 수 있으며, 경험적으로 관찰된 현상을 근본 이론과 일관성 있는 방식으로 상관시키지만, 이론에서 직접적으로 도출되지 않는다. 이 모델은 연소 과정에서 관찰되는 다양한 과정(또는 현상)을 설명하기 위해 개발된 하위 모델을 사용한다. 현상학적 경험적 모델의 하위 모델의 예로는 스프레이 모델, 리프트오프 모델, 열 방출 모델, 점화 지연 모델 등이 있다. 이러한 하위 모델은 관찰을 통해 경험적으로 개발되거나 기본적인 물리적 및 화학적 관계를 사용하여 개발될 수 있다. 현상학적 모델은 상대적인 단순성에도 불구하고 정확하다. 특히 모델 매개변수의 정확도가 낮을 때 유용하다. 경험적 모델과 달리 현상학적 모델은 여러 작동 조건이 변경될 때 합리적인 결과를 생성할 만큼 유연하다.

## 응용
역사적으로 그을음은 미술용 도료와 구두약을 제조하는 데 사용되었으며, 장화용 러시아 가죽을 검게 하는 데도 사용되었다. 인쇄기의 출현으로 20세기 후반까지 인쇄 잉크에 사용되었다.

## 같이 보기
- 활성탄
- 대기오염 물질
- 비스트르
- 블랙카본
- 카본 블랙
- 석탄
- 색소
- 크레오소트
- 디젤 미립자 물질
- 먼지
- 풀러렌
- 석탄재의 건강 영향
- 목재 연기의 건강 영향
- 먹물
- 금지 (종이)
- 폐기물 노천 소각
- 롤링 콜
- 이산화 황